# Deilephila porcellus
Deilephila porcellus, được gọi là the Small Elephant Hawk-moth, là một loài bướm đêm thuộc họ Sphingidae. Nó được tìm thấy ở châu Âu, Bắc Phi và Tây Á. Sải cánh dài 45–51 milimét (1,8–2,0 in). Con trưởng thành bay từ tháng 5 đến tháng 7 tùy theo địa điểm. Ấu trùng ăn Galium và Epilobium.

## Hình ảnh

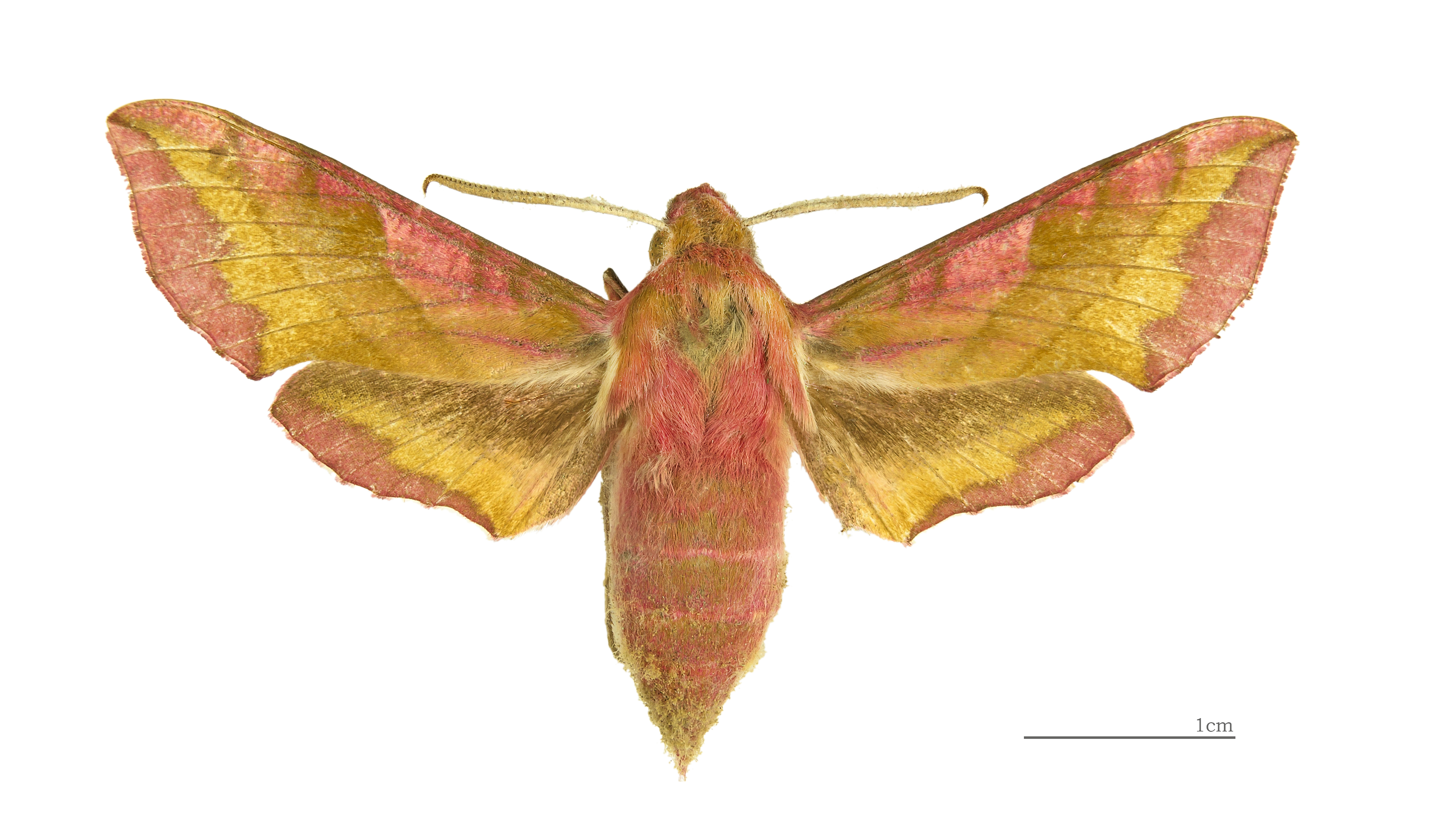
Deilephila porcellus ♂
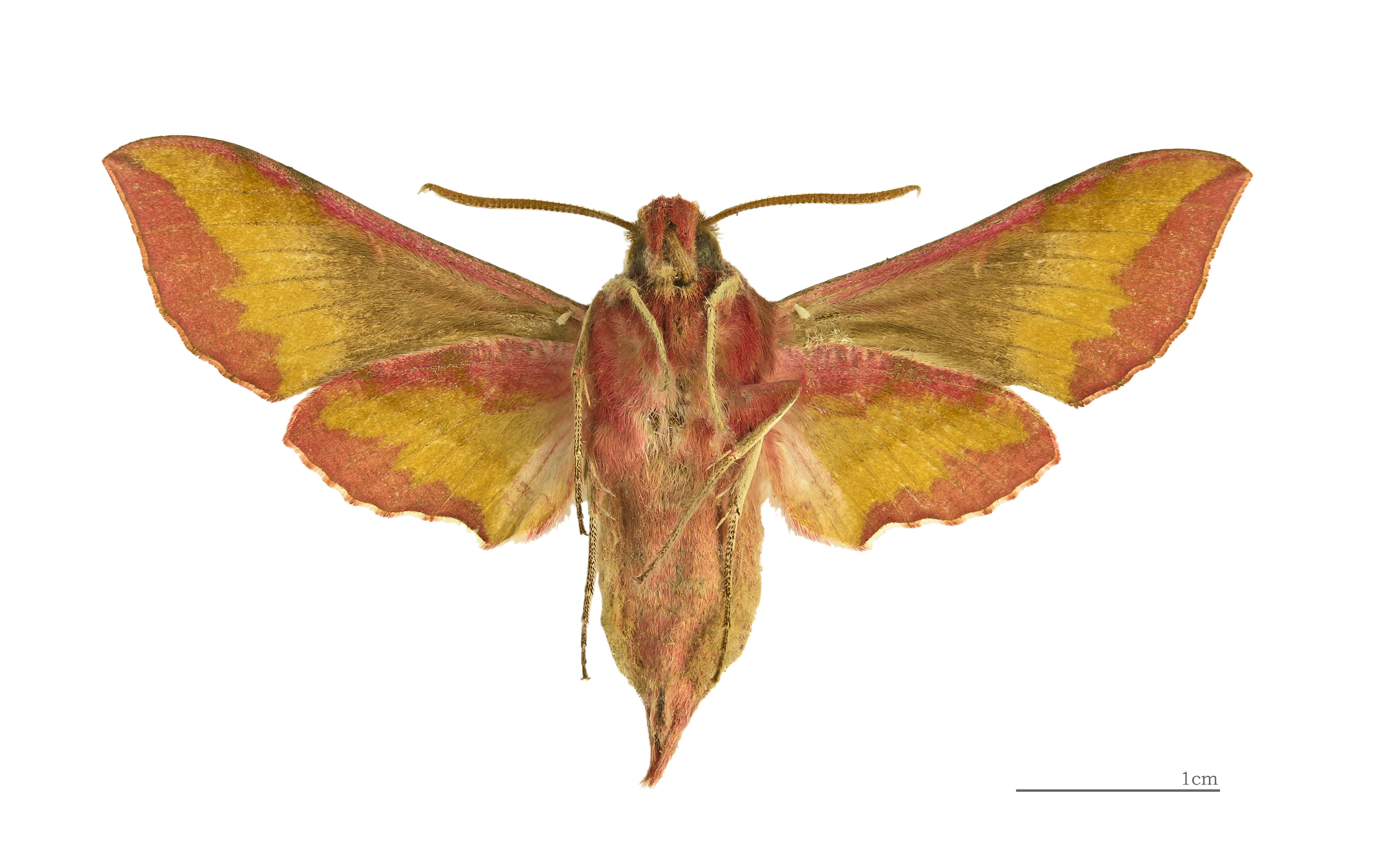
Deilephila porcellus ♂   △
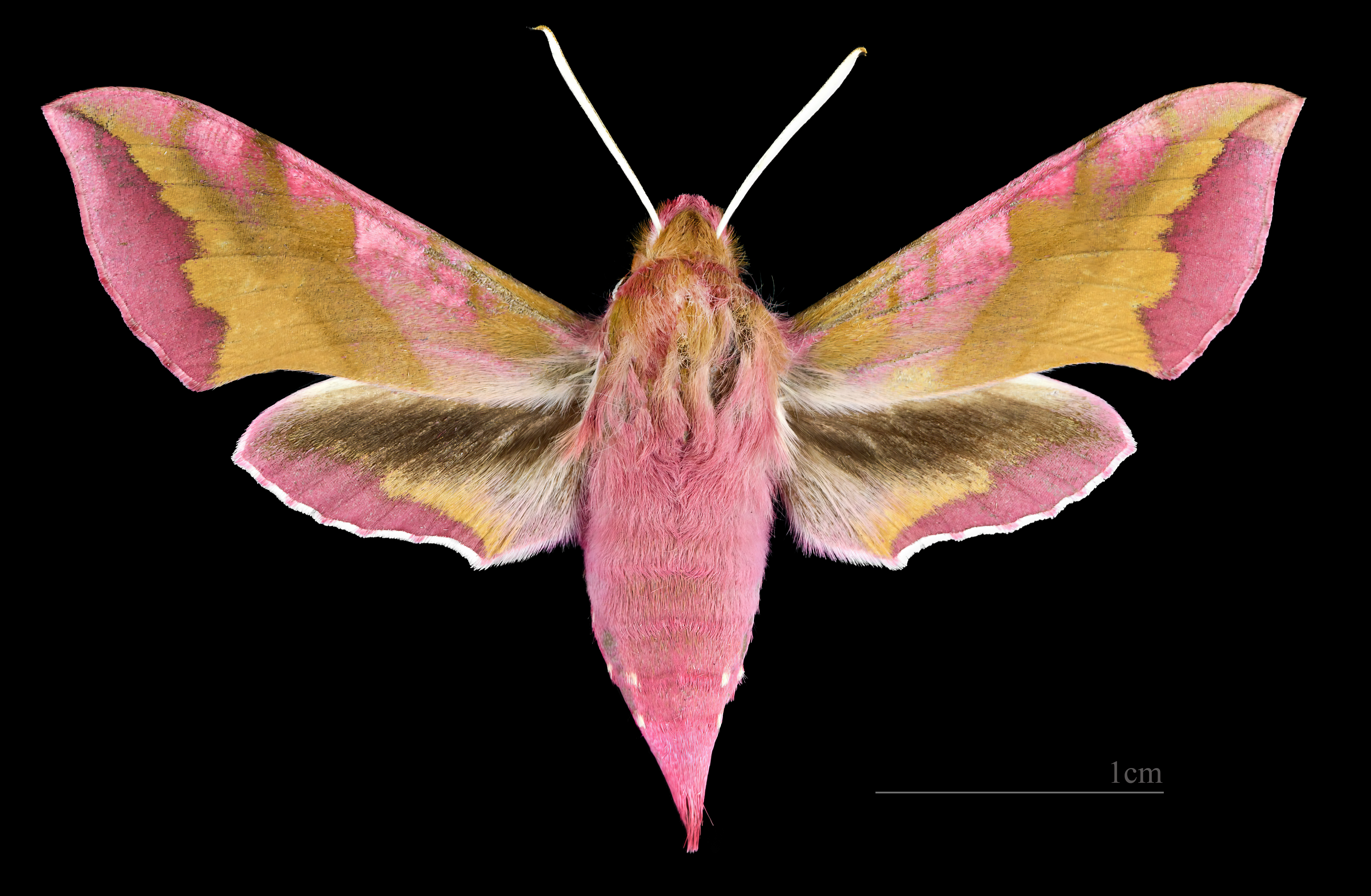
Deilephila porcellus ♀
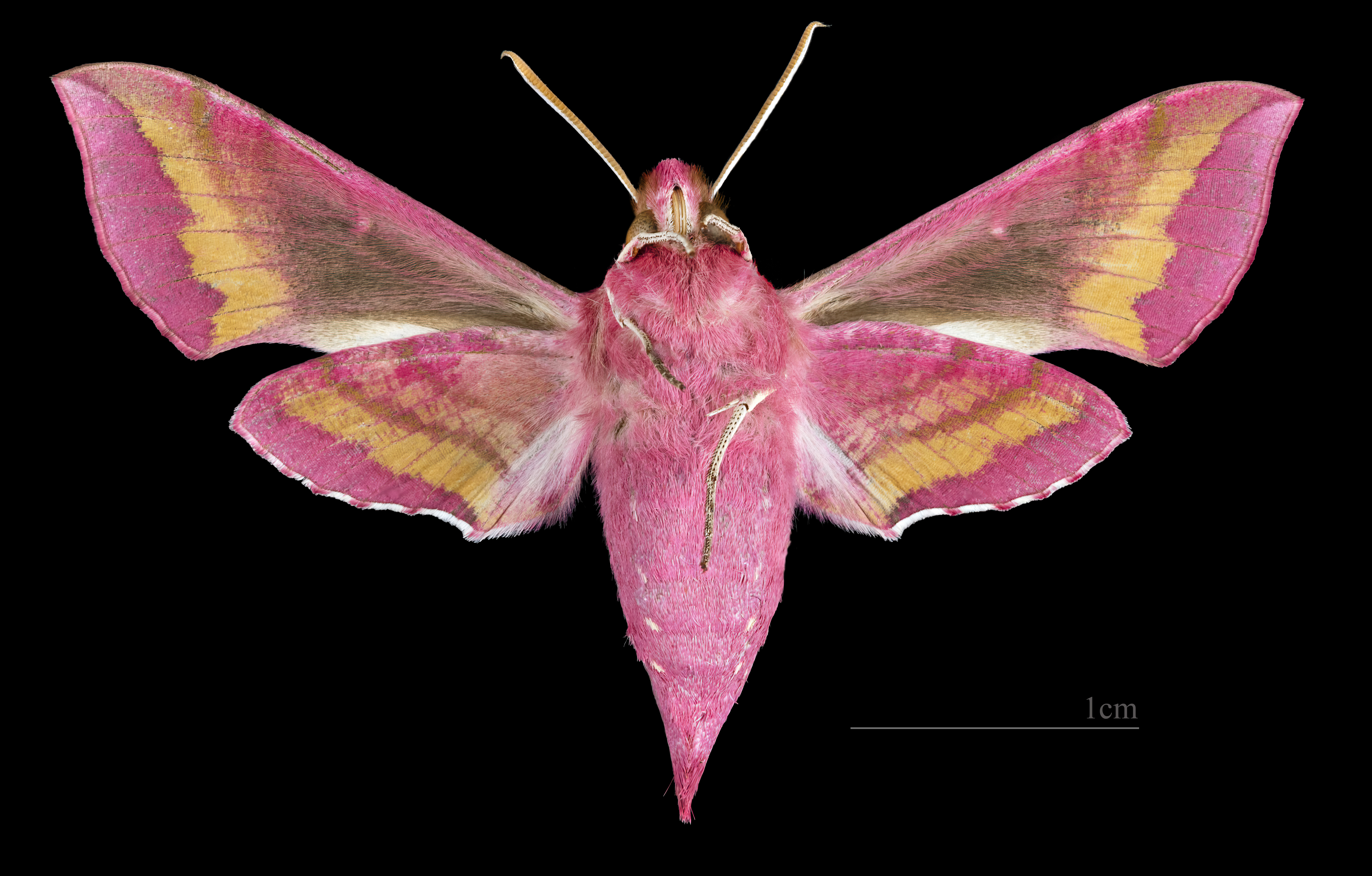
Deilephila porcellus ♀△

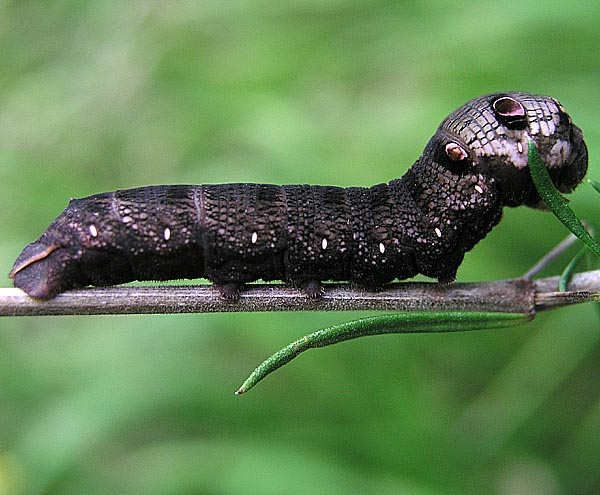
Sâu bướm